# Leptolalax sabahmontanus
Leptolalax sabahmontanus es una especie de anfibios de la familia Megophryidae.

## Distribución geográfica
Es endémica de Sabah (Malasia Oriental).